# Витошинский, Модест Петрович
Моде́ст Петро́вич Витоши́нский (1 января 1856, Нижняя Вовча — 12 августа 1901, Киев) — российско-украинский концертно-камерный и оперный певец (баритон).

## Биография
Модест Витошинский прошёл обучение пению в Консерватория Галицкого музыкального общества у Валерия Высоцкого. Он был солистом нескольких хоров Львова и Киева: с 1880 года — мужского хора под управлением Анатоля Вахнянина), с 1884 по 1890 год — хора товарищества «Лютня», с 1991 по 1992 хора товарищества «Баян», а с 1893 по 1900 — хора в Киеве. Его репертуар включал в себя партии из опер «Запорожец за Дунаем» С. С. Гулак-Артемовского, «Купало» А. К. Вахнянина, «Наталка-Полтавка» Н. В. Лысенко, а также романсы П. И. Чайковского, А. К. Вахнянина, Д. В. Сичинского и Н. О. Нижанковского. Среди его партнёров по ансамблю были П. Борковский, С. Крушельницкая и М. Левицким.